# Haiti nos Jogos Olímpicos de Verão de 1972
O Haiti competiu nos Jogos Olímpicos de Verão de 1972 em Munique, Alemanha Ocidental. Foi a primeira vez em 12 anos que a nação enviou atletas aos Jogos Olímpicos. A delegação do país consistiu em sete competidores, todos atletas, e oito oficiais. Um dos atletas, Elsie Baptiste, terminou não competindo em nenhum evento. A única outra mulher do time, Mireille Joseph, correu na prova dos 100m, tornando-se a primeira mulher haitiana nas Olimpíadas. Entre os oficiais da delegação estavam Lamartine Clermont, Franck Godefroy, Jacques Joachim, Philomene Joachim, Jules Merine, e Jean-M. Verly.

## Resultados por Evento

### Atletismo
100m masculino
- Pierre-Richard Gaetjens
  - Primeira Rodada — 11.50 segundos(→ não avançou)

200m masculino
- Gary Georges
  - Primeira Rodada — 22.97 segundos(→ não avançou)

400m masculino
- Jean-Max Faustin
  - Primeira Rodada — 52.33 segundos(→ não avançou)

800m masculino
- Fritz Pierre
  - Primeira Rodada — 2:01.5 (→ não avançou)

10.000m masculino
- Anilus Joseph
  - Primeira Rodada — não terminou (→ não avançou)

Maratona masculina
- Maurice Charlotin — 3:29:21.0 (→ 62º lugar, último colocado)

100m feminino
- Mireille Joseph
  - Round 1 — 13.84 (→ did not advance)